# Henry Hill
Henry Hill (n. 11 iunie 1943 - d. 12 iunie 2012) a fost un mafiot american, asociat al familiei mafiote Lucchese și informator al FBI, a cărui viață este redată în cartea Wiseguy scrisă de reporterul Nicholas Pileggi dar și în filmul lui Martin Scorsese, Băieți buni din 1990, în care Hill a fost interpretat de Ray Liotta. A fost deținătorul unui restaurant numit The Suite. Un alt film , My Blue Heaven, o comedie cu Steve Martin, a fost influențat de povestea lui Hill. Hill a fost de asemenea jucat de Nick Sandow în filmul The Big Heist.